# RotFront

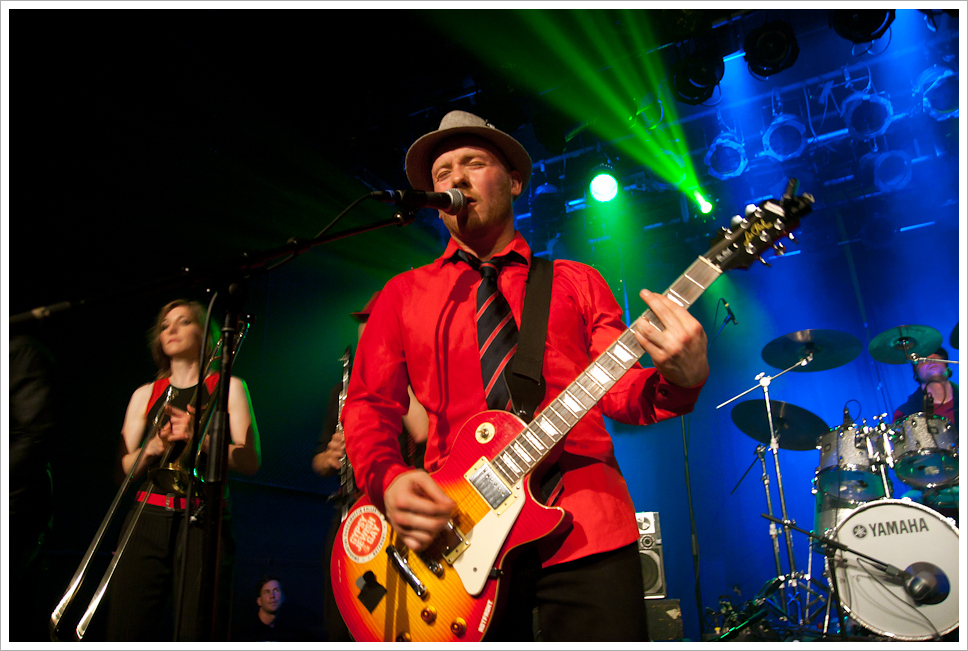
RotFront en 2010.

RotFront (nom parfois suivi de la mention Emigrantski Raggamuffin) est un groupe de musique berlinois.

## Histoire

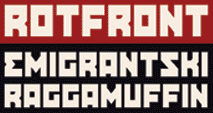
Logo du groupe.

Le groupe a été fondé en 2003 à Berlin sous le nom de Emigrantski Raggamuffin Kollektiv RotFront par l’Ukrainien Yuriy Gurzhy, aussi connu avec Vladimir Kaminer pour la disco russe, ainsi que par le Hongrois Simon Wahorn. 
En plus des neuf membres du groupe, le nombre de musiciens peut varier ponctuellement, si bien que l’on trouve parfois une quinzaine d’artistes sur scène.
Lors du festival de Rudolstadt (de) 2010, un des plus importants festivals d’Europe en la matière, le groupe Rotfront a reçu le prix Ruth (de) dans la catégorie Globale RUTH.

## Style
Le groupe marie différents styles comme le Hip-hop, le Dancehall, le Reggae, le Ska ou le Klezmer et réunit des artistes de plusieurs nationalités.
Les membres se présentent comme un groupe de musique politique qui se reconnaît dans les valeurs de l’internationalisme. Aux côtés de l’Ukrainien Gruzhy et du Hongrois Wahorn, on trouve aussi cinq Allemands, un Américain, un Australien ainsi qu’un autre Hongrois : « Notre exemple montre à quel point l’échange entre différentes nationalités, orientations musicales et cultures peut fonctionner naturellement et harmonieusement. 
 ».
La plupart des chansons comportent des paroles en allemand, russe, hongrois et anglais.

## Composition
- Chant, basse, guitare : Yuriy Gurzhy, Simon Wahorn
- Chant : Katya Tasheva
- MC : MadMilian
- Trombone : Anke Lucks
- Saxophone : Dan Freeman
- Clarinette, saxophone : Max Bakshish
- Accordéon : Daniel Kahn
- Batterie : Jan Pfennig

## Discographie

### Albums
- Emigrantski Raggamuffin (mai 2009)
- Visa free (mai 2011)
- 17 Deutsche Tänze (avril 2014)

### Contributions à des compilations
- B-Style (sur Listen to Berlin, Berlin Music Commission, 2009
- Ya Piv (Tiger Hifi Echo Mix), sampler Radiomultikulti muss bleiben[3] pour Radio multicult2.0, 2009
- Zhenya (P-Town Remix), sur Kaffee Burger, Duplikat Records, 2006